# Sterke peer
Sterke Peer is de reus van Wuustwezel. De reus is gebaseerd op de historische figuur van Petrus Janssen.

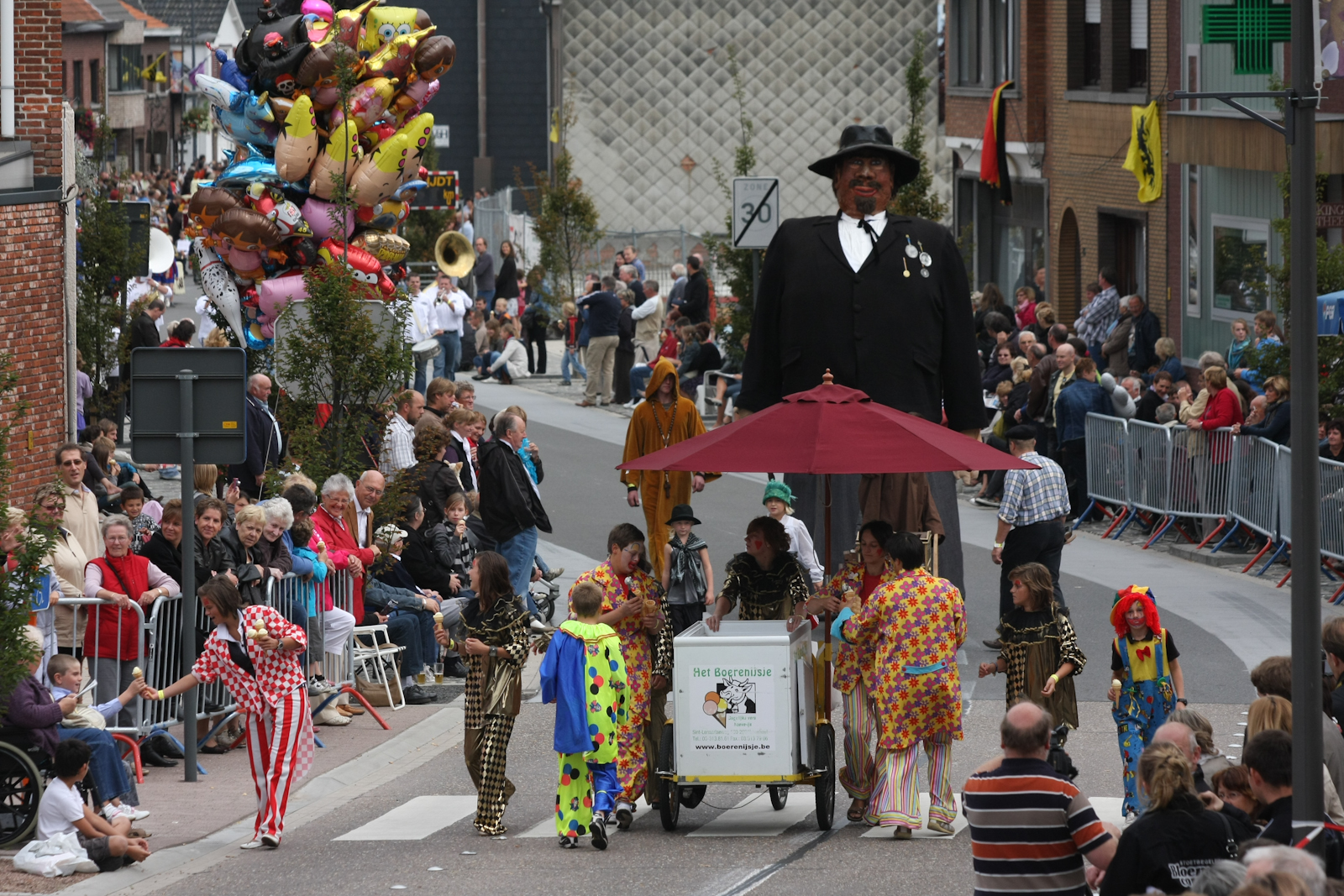
Reus Sterke Peer

## Geschiedenis
Die wedde op 12 februari 1905 voor een koe met veekoopman Louis Van Rieth uit Kalmthout. Peer (Petrus) Janssen beweerde dat hij zo sterk was als een paard en dat hij een kar van 1,5 ton, geladen met drie ton kasseien kon voorttrekken. Petrus Janssen liet zich inspannen als een paard en trok de vracht van 4,5 ton vooruit. Sindsdien werd Peer Janssen Sterke Peer genoemd.

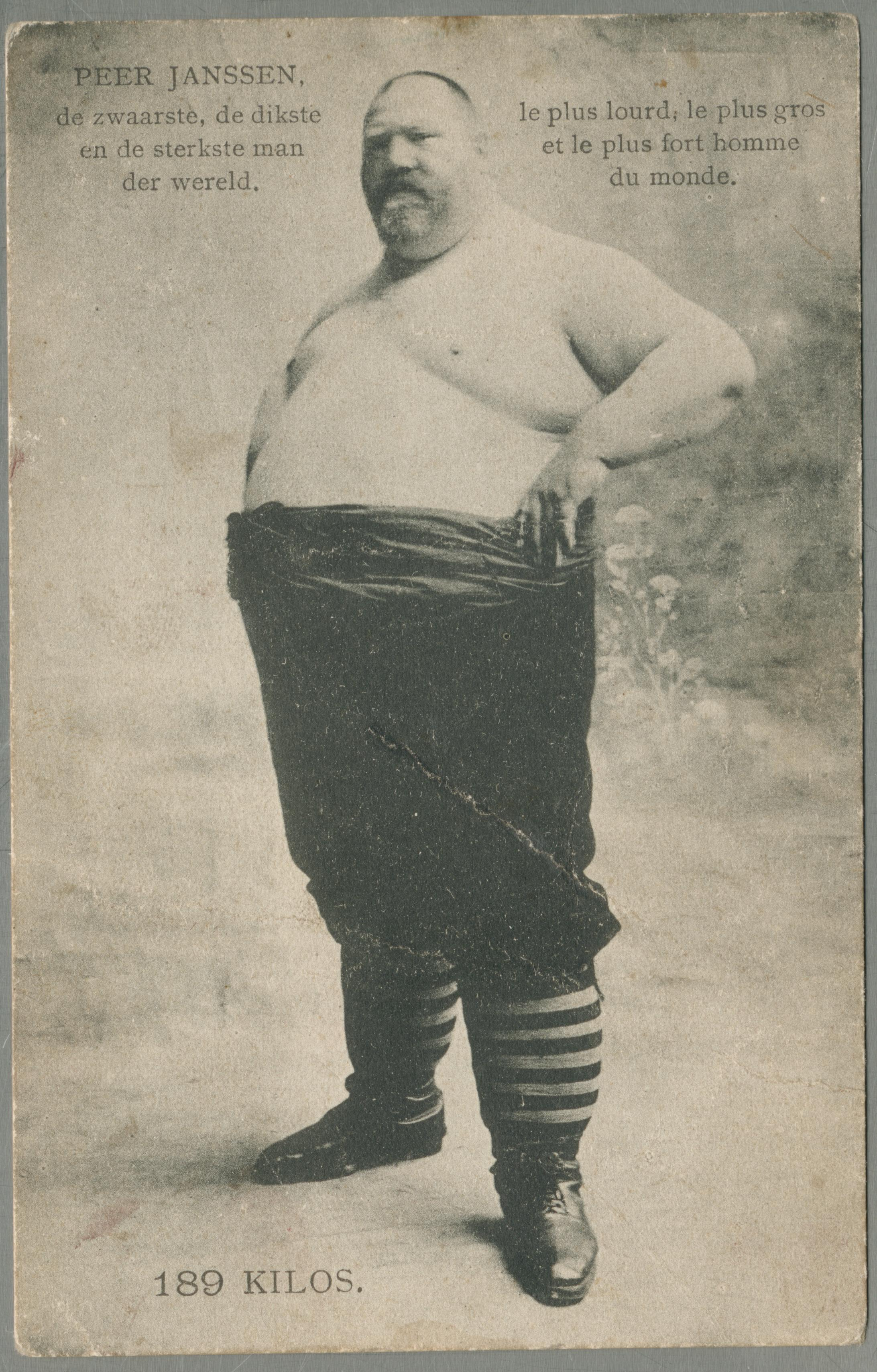

Na deze stunt begon hij zichzelf voor te stellen als een krachtpatser. Op grote affiches werd hij overal als attractie aangekondigd met volgende maten: lengte 1,71 meter, omtrek van het lichaam 1, 91 meter, biceps 0,71 meter en een gewicht dat varieerde van 189 kg in 1905 tot 204 kg bij zijn dood.

Peer Janssen was paardenbeenhouwer en cafébaas. Hij kocht een kermiswagen en bezocht foren en kermissen. Daar liet hij zich bewonderen in badpak of haalde krachttoeren uit. Zo temde hij een woeste stier door hem bij de horens te vatten en op de grond te leggen. In Leopoldsburg trok hij voor de ogen van koning Albert I het zwaarste kanon vooruit. Hij worstelde en trad op in de hippodroom van Antwerpen. In 1908 werd hij in Brasschaat in een koets rondgetoerd als bewijs van de gezonde buitenlucht. Zo verwierf hij naam als “de sterkste, zwaarste en dikste mens ter wereld”.

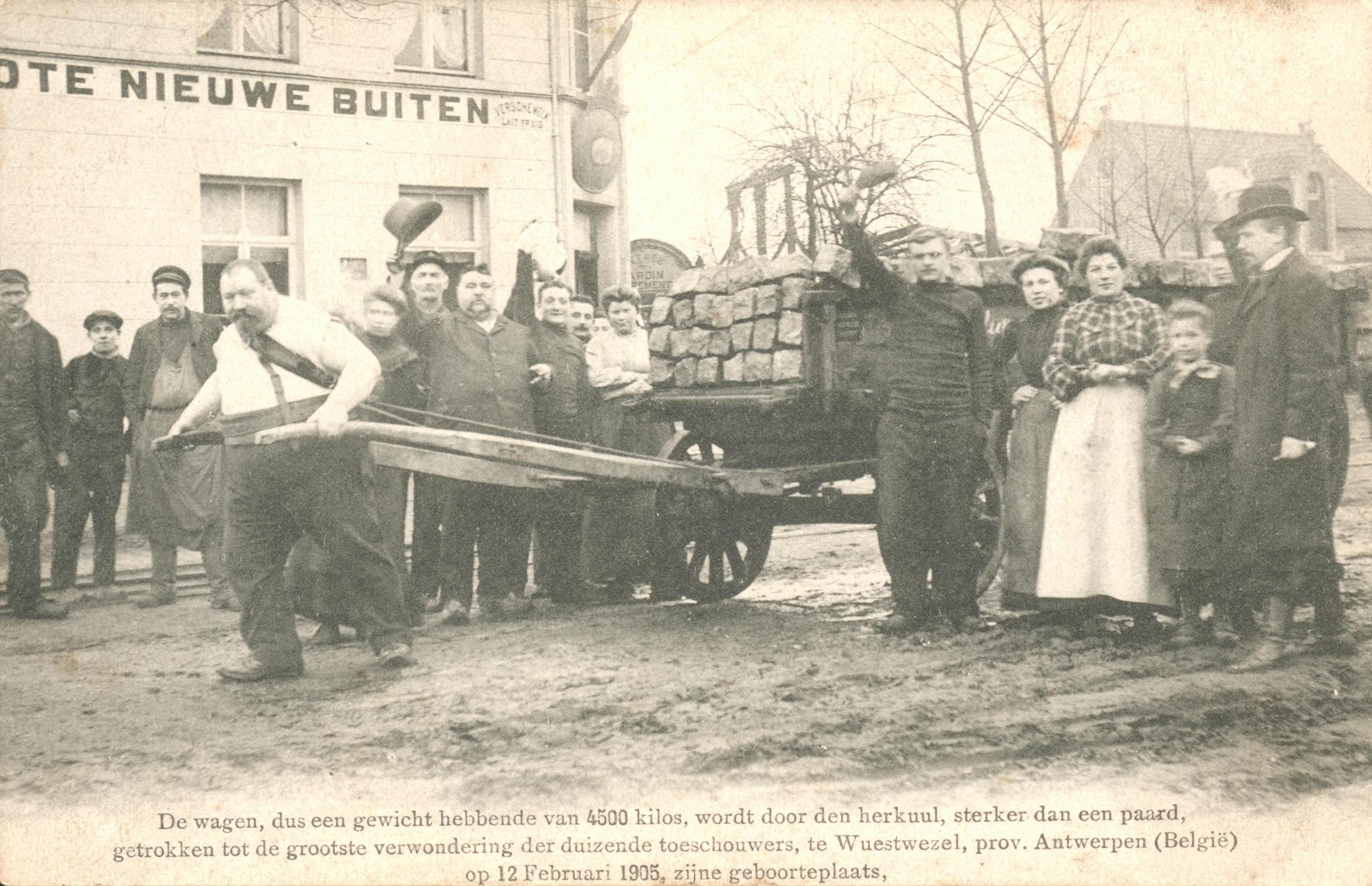

## Gebruik
Sinds 2008 staat de reus in de inkomhal van het Huis van het Kind waar iedereen hem kan bewonderen.

### Sterke Peer Triatlon Club
De Triatlon club van Wuustwezel draagt zelf de naam van Sterke Peer. Deze club werd gesticht door de voorzitter Marc Herremans in 2008 om een triatlon te organiseren in Wuustwezel. De club is wil de triatlon promoten en de mensen motiveren om deel te nemen. Het hoogtepunt van het jaar is de Sterke Peer Triatlon, die telkens in augustus wordt gelopen. Elk jaar tijdens de triatlon wordt de reus tentoongesteld. Ook de trofeeën die aan de winnaars worden overhandigd, hebben de vorm van de reus.

### Sterke Peer /100 jaar 2015
In 9 november 2015 was het honderd jaar geleden dat Sterke Peer stierf door een granaatscherf. Ter gelegenheid hiervan was er een tentoonstelling in de Poort van het Platteland en was er de voorstelling van een film en een nieuw boek van Neel Vermeiren. Het uiteindelijke doel van het evenement was om figuranten, acteurs, decorbouwers, filmmakers, schrijvers, kledij, benodigdheden van weleer te bedanken voor de verfilming van het verhaal van Sterke Peer. Deze verfilming was geregisseerd door Fred Van Kuyk.

### Film van Sterke Peer
Op 9 oktober 2015 werd een film voorgesteld over het leven Sterke Peer, en dan vooral over de stunt die hij in 1905 uitvoerde. De kortfilm werd geregisseerd door Fred Van Kuyk en uitgezonden op GooreindTV. De verschillende rollen werden gespeeld door lokale acteurs. Ronny Wuyts speelt Sterke Peer en Kris Bal is veehandelaar. VDS-videoproducties van Frans van de Sanden uit Gooreind verzorgde de opname. Regieassistente was Britt Peeters. Lennert Kools deed de montage.